# ويل إنغلوند
ويل إنغلوند (بالإنجليزية: Will Englund)‏ هو صحفي أمريكي، ولد في 30 مارس 1953.